# Eßlinger Zeitung
Die Eßlinger Zeitung ist eine seit 1868 in Esslingen erscheinende Tageszeitung aus der Bechtle Graphische Betriebe und Verlagsgesellschaft mbH & Co. KG in Esslingen.
Seit 1. Januar 1973 erfolgen die öffentlichen Bekanntmachungen der Stadt Esslingen am Neckar durch Einrücken.

## Geschichte
Am 25. April 1868 erschien die erste Ausgabe der Eßlinger Zeitung zuerst als Probeausgabe, ab dem 1. Mai 1868 dann offiziell dreimal wöchentlich und ab dem 1. Juli 1868 werktäglich. Am 1. Oktober 1869 wurde die Eßlinger Zeitung von den Buchdruckereibesitzern Otto Bechtle und Matthias Linsenmann von der Verlagsbuchhandlung J. F. Schreiber übernommen. Ab dem 1. September 1872 wurde Otto Bechtle alleiniger Eigentümer der Zeitung und des Verlages M. Linsenmann'schen Buchdruckerei, in dem die Eßlinger Zeitung erschien und benannte sich kurz darauf in Buchdruckerei Otto Bechtle um. 1886 erfolgte der Umzug der Zeitung zum Esslinger Marktplatz; gleichzeitig wurde eine Schnellpresse mit Gasmotor eingeführt. Weitere Erneuerungen der Druckmaschinen folgten 1890 und 1900. In diesem Jahr konnten bereits 12.000 Zeitungen pro Stunde gedruckt werden. Weitere Modernisierungen der Anlage aus dem Jahr 1900 folgten 1906 und 1907.
Im Jahr 1912 übernahm Bechtle die Plochinger Zeitung und die Neckar- und Filderzeitung, die in Köngen erschien. 1926 wurden die Zeitungen auf das Berliner Format umgestellt.
Am 3. September 1926 starb Otto Bechtle, sein Sohn Richard Bechtle übernahm den Betrieb, musste jedoch bereits 1933 die Mehrheit seiner Anteile am Verlag und somit auch an der Eßlinger Zeitung an die nationalsozialistische Presse abgeben. Gleichzeitig wurde er mit einem Berufsverbot belegt und von der Leitung des Verlags und der gesamten Redaktion ausgeschlossen. Erst am 1. Februar 1949 konnte die Eßlinger Zeitung wieder erscheinen, jedoch anfangs unter dem Titel Neckarpost, lizenziert von der US-Besatzungsmacht; ab Juli 1949 dann wieder unter dem alten Namen Eßlinger Zeitung. Diesmal übernahm die Führung Otto Wolfgang Bechtle, da Richard Bechtle am 2. Oktober 1944 verstorben war.
Im Mai 1951 wurde eine neue Rotationsmaschine eingeführt. Seit dem Erwerb des Rotenberg Verlags im Jahr 1960 befinden sich auch die Cannstatter Zeitung sowie die Untertürkheimer Zeitung im Besitz des Bechtle-Verlags. 1963 bezog man den heutigen Verlagsstandort in der Zeppelinstraße in Esslingen am Neckar. Seit 1979 wird im Offset-Verfahren gedruckt, und seit 1983 erscheint die Zeitung im Rheinischen Format (Geschäftsführender Gesellschafter und Mitherausgeber der Zeitung war Richard Bechtles Sohn und Otto Wolfgang Bechtles Sohn Friedrich Bechtle (* 1926), der Präsident der IHK Mittl. Neckar in Stuttgart).
1995 wurde die Mehrheit am Unternehmen von der Familie von Otto Wolfgang Bechtle übernommen, weitere Anteile hielten die Stuttgarter Zeitung Verlagsgesellschaft Eberle GmbH & Co. mit Sitz in Stuttgart sowie die A. Gottliebs und F. Osswalds Buchdruckereien GmbH & Co. KG (heute GO Druck Media Verlag GmbH & Co. KG) mit Sitz in Kirchheim unter Teck. Die Drucksparte wurde im Januar 2005 in die eigenständige Tochtergesellschaft Bechtle Druck&Service abgespalten.
Im Oktober 2016 übernahm die Stuttgarter Zeitung, mit 24 Prozent bis dahin Minderheitsgesellschafterin, weitere 63 % des Bechtle-Verlags von der bisherigen Mehrheitsgesellschafterin Christine Bechtle-Kobarg. Damit endete nach fast 150 Jahren das Engagement der Gründerfamilie Bechtle bei der Eßlinger Zeitung. Die restlichen 13 % sind weiterhin im Besitz des GO Verlags, der die Kirchheimer Tageszeitung Der Teckbote herausbringt.
Auch 2016 wurde www.esslinger-zeitung.de überarbeitet und ein Digital-Abonnements eingeführt, das ein E-Paper für stationäre Rechner und Notebooks, die E-Paper-App für Tablet-PCs sowie Zugang auf alle Artikel von esslinger-zeitung.de umfasst. Außerdem wurde ein „Newsdesk“ in der Redaktion eingeführt.
Seit 2017 gehört der Bechtle-Verlag zur Zeitungsgruppe der Südwestdeutschen Medienholding (SWMH), zu deren bekanntesten Titeln die Süddeutsche Zeitung sowie die Stuttgarter Nachrichten und Stuttgarter Zeitung zählen.
Neuer Look zum 150-jährigen Jubiläum 2018: Relaunch der Eßlinger Zeitung und Einführung eines neuen Redaktionssystems. E-Paper-Abonnenten erhalten die Eßlinger Zeitung bereits um 19 Uhr als Vorabendausgabe.

## Verbreitung
Die Zeitung erscheint in mehreren Ausgaben: Stadtausgabe, Kreis und Filder, Cannstatter Zeitung und Untertürkheimer Zeitung.

## Auflage
Die Eßlinger Zeitung hat wie die meisten deutschen Tageszeitungen in den vergangenen Jahren an Auflage eingebüßt. Die verkaufte Auflage ist in den vergangenen 10 Jahren um durchschnittlich 4,9 % pro Jahr gesunken. Im vergangenen Jahr hat sie um 7,3 % abgenommen. Sie beträgt gegenwärtig 19.542 Exemplare.
Davon hat die Ausgabe für die Stadt Esslingen eine verkaufte Auflage von 19.542 Exemplaren.

## Weihnachts-Panne 2010
In der Weihnachts-Ausgabe im Dezember 2010 druckte die Eßlinger Zeitung versehentlich die Grußbotschaft „Ein fröhliches und gesegnetes Osterfest allen unseren Lesern und Geschäftsfreunden“ auf der Titelseite ab. Nach Angaben der Zeitung meldeten sich zahlreiche Leser. Die Reaktionen fielen gemischt aus. Der Großteil habe den Fauxpas jedoch mit Humor genommen.
Grund für die Panne sei ein „gravierender Fehler“ eines Redakteurs gewesen.
In den darauffolgenden Tagen berichtete verschiedene Medien über den Vorfall, etwa die überregionale Tageszeitung Die Welt, die Bild-Zeitung, oder der österreichische Medien-Watchblog Kobuk.at.

## Online
Die Eßlinger Zeitung ist seit 1997 im Internet vertreten.